# 矢島恒夫
矢島 恒夫（やじま つねお、1931年11月15日 - ）は、日本の政治家。日本共産党元衆議院議員（通算4期）。

## 経歴
- 埼玉県狭山市出身。
- 埼玉県立川越高等学校卒業。埼玉大学文理学部卒業。
- 埼玉県立川越女子高等学校英語教諭を22年間務める。
- 日本共産党に入党し、日本高等学校教職員組合（一橋派）・埼玉県高等学校教職員組合（埼高教）で活動。
- 1966年、川越地方労働組合連絡協議会書記長・会長。

## 政歴
- 1979年10月6日の第35回衆議院議員総選挙に埼玉県第2区から日本共産党公認で立候補し落選。
- 1980年6月22日の第12回参議院議員通常選挙に埼玉県選挙区から日本共産党公認で立候補し落選。
- 1983年12月18日の第37回衆議院議員総選挙に埼玉県第2区から日本共産党公認で立候補し落選。
- 1986年7月6日の第38回衆議院議員総選挙に埼玉県第2区から日本共産党公認で立候補し初当選。衆議院議員1期目。
- 1990年2月18日の第39回衆議院議員総選挙に埼玉県第2区から日本共産党公認で立候補し落選。
- 1993年7月18日に行われた第40回衆議院議員総選挙に埼玉県第2区から日本共産党公認で立候補し当選。衆議院議員2期目。衆議院逓信委員、大蔵委員などを務める。共産党埼玉県政策委員長。共産党准中央委員を務める。
- 1996年10月20日の第41回衆議院議員総選挙に埼玉県第7区から日本共産党公認で立候補。小選挙区では敗れたものの、比例代表北関東ブロックで復活当選した。衆議院議員3期目。共産党中央委員を務める。
- 2000年6月25日に行われた第42回衆議院議員総選挙に埼玉県第7区から日本共産党公認で立候補。小選挙区では敗れたものの、比例代表北関東ブロックで復活当選。衆議院議員4期目。
- 2003年11月9日の第43回衆議院議員総選挙に出馬せず、引退した。

## 選挙歴
| 当落 | 選挙                     | 執行日         | 年齢 | 選挙区                | 政党       | 得票数     | 得票率 | 定数 | 得票順位 /候補者数 | 政党内比例順位 /政党当選者数 |
| ---- | ------------------------ | -------------- | ---- | --------------------- | ---------- | ---------- | ------ | ---- | ------------------ | ---------------------------- |
| 落   | 第35回衆議院議員総選挙   | 1979年10月07日 | 47   | 旧埼玉2区             | 日本共産党 | 6万3611票  | 12.45% | 3    | 5/5                | /                            |
| 落   | 第12回参議院議員通常選挙 | 1980年06月22日 | 48   | 埼玉県                | 日本共産党 | 34万356票  | 15.29% | 2    | 4/5                | /                            |
| 落   | 第37回衆議院議員総選挙   | 1983年12月18日 | 52   | 旧埼玉2区             | 日本共産党 | 7万6503票  | 12.94% | 3    | 5/5                | /                            |
| 当   | 第38回衆議院議員総選挙   | 1986年07月06日 | 54   | 旧埼玉2区             | 日本共産党 | 8万9615票  | 13.73% | 4    | 4/8                | /                            |
| 落   | 第39回衆議院議員総選挙   | 1990年02月18日 | 58   | 旧埼玉2区             | 日本共産党 | 9万9379票  | 12.67% | 4    | 5/8                | /                            |
| 当   | 第40回衆議院議員総選挙   | 1993年07月18日 | 61   | 旧埼玉2区             | 日本共産党 | 10万1382票 | 13.25% | 5    | 4/8                | /                            |
| 比当 | 第41回衆議院議員総選挙   | 1996年10月20日 | 64   | 比例北関東（埼玉7区） | 日本共産党 | 4万245票   | 20.04% | 1    | 3/6                | 2/2                          |
| 比当 | 第42回衆議院議員総選挙   | 2000年06月25日 | 68   | 比例北関東（埼玉7区） | 日本共産党 | 3万7220票  | 16.81% | 1    | 4/5                | 1/2                          |

## 政治的主張
- 2003年、静岡空港建設反対の国会議員署名活動で署名者に加わっている[1]。

## 人物
- 教員時代の教え子の支援を受けた。
- 政治的には全く異なる立場にあったが、同じ選挙区選出の先輩議員だった自由民主党衆議院議員小宮山重四郎とよく意見交換をしていた。小宮山が亡くなる数日前にも議員会館内で懇談し、生前の小宮山が最後に会話した議員となった。

## その他
- 「入間川にサケを放す会」の顧問（1982年就任）を務めた。